# Gent-Wevelgem for kvinder 2020
Den 9. udgave af Gent-Wevelgem for kvinder blev afholdt den 11. oktober 2020. Det var den ottende konkurrence i UCI Women's World Tour 2020. Det blev vundet af belgiske Jolien D'Hoore fra Boels-Dolmans.

## Hold og ryttere
| UCI Women's WorldTeams (8)- Alé BTC Ljubljana - Canyon-SRAM Racing - CCC-Liv - FDJ-Nouvelle Aquitaine-Futuroscope - Mitchelton-Scott - Movistar Team - Sunweb Women - Trek-Segafredo UCI Women's Kontinentalhold (16)- Astana Women's - Boels Dolmans - Ceratizit-WNT Pro Cycling - Chevalmeire - Ciclotel - Cogeas Mettler Look - Doltcini-Van Eyck Sport - Paule Ka - Hitec Products - Lotto Soudal Ladies - Multum Accountants-LSK - Parkhotel Valkenburg-Destil - NXTG Racing - Rally - Tibco-Silicon Valley Bank - Valcar-Travel & Service |
| |

### Danske ryttere
- Amalie Dideriksen kørte for Boels-Dolmans
- Emma Norsgaard Jørgensen kørte for Paule Ka
- Julie Leth kørte for Ceratizit-WNT Pro Cycling

## Klassement

### Endeligt klassement
| \| Samlede stilling \| Samlede stilling \| Samlede stilling \| Samlede stilling \| Samlede stilling \| \| Rytter \| Rytter \| Hold \| Tid \| \| \| ---------------- \| -------------------- \| ------------------------- \| ---------------- \| ---------------- \| \| 1. \| Jolien D'Hoore \| Boels Dolmans \| 3t 33' 15" \| \| \| 2. \| Lotte Kopecky \| Lotto Soudal Ladies \| + 0" \| \| \| 3. \| Lisa Brennauer \| Ceratizit-WNT Pro Cycling \| + 0" \| \| \| 4. \| Sarah Roy \| Mitchelton-Scott \| + 0" \| \| \| 5. \| Marta Cavalli \| Valcar-Travel & Service \| + 0" \| \| \| 6. \| Lauren Stephens \| Tibco-Silicon Valley Bank \| + 0" \| \| \| 7. \| Demi Vollering \| Parkhotel Valkenburg \| + 0" \| \| \| 8. \| Lizzie Deignan \| Trek-Segafredo \| + 0" \| \| \| 9. \| Amy Pieters \| Boels Dolmans \| + 5" \| \| \| 10. \| Elisa Longo Borghini \| Trek-Segafredo \| + 8" \| \| |                      |                           |            |
| |                      |                           |            |
| Kilde: ProCyclingStats |                      |                           |            |
| Samlede stilling |                      |                           |            |
| Rytter | Rytter               | Hold                      | Tid        |
| 1. | Jolien D'Hoore       | Boels Dolmans             | 3t 33' 15" |
| 2. | Lotte Kopecky        | Lotto Soudal Ladies       | + 0"       |
| 3. | Lisa Brennauer       | Ceratizit-WNT Pro Cycling | + 0"       |
| 4. | Sarah Roy            | Mitchelton-Scott          | + 0"       |
| 5. | Marta Cavalli        | Valcar-Travel & Service   | + 0"       |
| 6. | Lauren Stephens      | Tibco-Silicon Valley Bank | + 0"       |
| 7. | Demi Vollering       | Parkhotel Valkenburg      | + 0"       |
| 8. | Lizzie Deignan       | Trek-Segafredo            | + 0"       |
| 9. | Amy Pieters          | Boels Dolmans             | + 5"       |
| 10. | Elisa Longo Borghini | Trek-Segafredo            | + 8"       |

## Startliste
| Ceratizit-WNT Pro Cycling WNT | Ceratizit-WNT Pro Cycling WNT   | Ceratizit-WNT Pro Cycling WNT |
| ----------------------------- | ------------------------------- | ----------------------------- |
| Nr.                           | Rytter                          | Placering                     |
| 1                             | Kathrin Hammes (GER)            | 46.                           |
| 2                             | Lisa Brennauer (GER) (landevej) | 3.                            |
| 3                             | Maria Giulia Confalonieri (ITA) | 18.                           |
| 4                             | Julie Leth (DEN)                | 37.                           |
| 5                             | Sarah Rijkes (AUT)              | 91.                           |
| 6                             | Lara Vieceli (ITA)              | 90.                           |

| Canyon-SRAM Racing CSR | Canyon-SRAM Racing CSR        | Canyon-SRAM Racing CSR |
| ---------------------- | ----------------------------- | ---------------------- |
| Nr.                    | Rytter                        | Placering              |
| 21                     | Alena Amjaljusik (BLR)        | 33.                    |
| 22                     | Alice Barnes (GBR) (landevej) | 63.                    |
| 23                     | Hannah Barnes (GBR)           | 16.                    |
| 24                     | Tiffany Cromwell (AUS)        | 29.                    |
| 25                     | Lisa Klein (GER)              | DNF                    |
| 26                     | Alexis Ryan (USA)             | 53.                    |

| CCC-Liv CCC | CCC-Liv CCC                | CCC-Liv CCC |
| ----------- | -------------------------- | ----------- |
| Nr.         | Rytter                     | Placering   |
| 31          | Valerie Demey (BEL)        | 28.         |
| 32          | Jeanne Korevaar (NED)      | 20.         |
| 33          | Evy Kuijpers (NED)         | 61.         |
| 35          | Riejanne Markus (NED)      | 22.         |
| 36          | Pauliena Rooijakkers (NED) | 34.         |

| FDJ-Nouvelle Aquitaine-Futuroscope FDJ | FDJ-Nouvelle Aquitaine-Futuroscope FDJ | FDJ-Nouvelle Aquitaine-Futuroscope FDJ |
| -------------------------------------- | -------------------------------------- | -------------------------------------- |
| Nr.                                    | Rytter                                 | Placering                              |
| 41                                     | Stine Borgli (NOR)                     | 23.                                    |
| 42                                     | Clara Copponi (FRA)                    | 83.                                    |
| 43                                     | Eugénie Duval (FRA)                    | 60.                                    |
| 44                                     | Emilia Fahlin (SWE)                    | 43.                                    |
| 45                                     | Maëlle Grossetête (FRA)                | 58.                                    |
| 46                                     | Lauren Kitchen (AUS)                   | 94.                                    |

| Mitchelton-Scott MTS | Mitchelton-Scott MTS  | Mitchelton-Scott MTS |
| -------------------- | --------------------- | -------------------- |
| Nr.                  | Rytter                | Placering            |
| 51                   | Jessica Allen (AUS)   | 104.                 |
| 52                   | Grace Brown (AUS)     | 21.                  |
| 53                   | Gracie Elvin (AUS)    | 65.                  |
| 54                   | Jessica Roberts (GBR) | 105.                 |
| 55                   | Sarah Roy (AUS)       | 4.                   |
| 56                   | Janneke Ensing (NED)  | 101.                 |

| Movistar Team MOV | Movistar Team MOV            | Movistar Team MOV |
| ----------------- | ---------------------------- | ----------------- |
| Nr.               | Rytter                       | Placering         |
| 61                | Aude Biannic (FRA)           | 24.               |
| 62                | Jelena Erić (SRB)            | 19.               |
| 63                | Alicia González Blanco (ESP) | 96.               |
| 64                | Barbara Guarischi (ITA)      | 95.               |
| 65                | Gloria Rodríguez (ESP)       | 47.               |
| 66                | Alba Teruel Ribes (ESP)      | 97.               |

| Sunweb SUN | Sunweb SUN             | Sunweb SUN |
| ---------- | ---------------------- | ---------- |
| Nr.        | Rytter                 | Placering  |
| 71         | Coryn Rivera (USA)     | 67.        |
| 72         | Alison Jackson (CAN)   | 32.        |
| 73         | Floortje Mackaij (NED) | 31.        |
| 74         | Franziska Koch (GER)   | 71.        |
| 75         | Liane Lippert (GER)    | 62.        |
| 76         | Lorena Wiebes (NED)    | 11.        |

| Trek-Segafredo TFS | Trek-Segafredo TFS                   | Trek-Segafredo TFS |
| ------------------ | ------------------------------------ | ------------------ |
| Nr.                | Rytter                               | Placering          |
| 81                 | Lizzie Deignan (GBR)                 | 8.                 |
| 82                 | Audrey Cordon-Ragot (FRA) (landevej) | 98.                |
| 83                 | Elisa Longo Borghini (ITA)           | 10.                |
| 84                 | Ellen van Dijk (NED)                 | 26.                |
| 85                 | Ruth Winder (USA) (landevej)         | DNF                |
| 86                 | Trixi Worrack (GER)                  | 99.                |

| Boels Dolmans DLT | Boels Dolmans DLT                  | Boels Dolmans DLT |
| ----------------- | ---------------------------------- | ----------------- |
| Nr.               | Rytter                             | Placering         |
| 91                | Jolien D'Hoore (BEL)               | 1.                |
| 92                | Eva Buurman (NED)                  | 68.               |
| 93                | Amalie Dideriksen (DEN)            | 44.               |
| 94                | Christine Majerus (LUX) (landevej) | 12.               |
| 95                | Amy Pieters (NED)                  | 9.                |
| 96                | Lonneke Uneken (NED)               | 42.               |

| Cogeas-Mettler-Look Pro Cycling Team CGS | Cogeas-Mettler-Look Pro Cycling Team CGS | Cogeas-Mettler-Look Pro Cycling Team CGS |
| ---------------------------------------- | ---------------------------------------- | ---------------------------------------- |
| Nr.                                      | Rytter                                   | Placering                                |
| 101                                      | Marie-Soleil Blais (CAN)                 | 84.                                      |
| 102                                      | Annabel Fisher (GBR)                     | DNF                                      |
| 103                                      | Ajgul Garejeva (RUS)                     | 70.                                      |
| 104                                      | Diana Klimova (RUS) (landevej)           | 35.                                      |
| 105                                      | Iuliia Galimullina (RUS)                 | DNF                                      |
| 106                                      | Noemi Rüegg (SUI)                        | 103.                                     |

| Paule Ka EPK | Paule Ka EPK                    | Paule Ka EPK |
| ------------ | ------------------------------- | ------------ |
| Nr.          | Rytter                          | Placering    |
| 111          | Elise Chabbey (SUI)             | 27.          |
| 112          | Mikayla Harvey (NZL)            | 56.          |
| 113          | Emma Norsgaard (DEN) (landevej) | 14.          |
| 114          | Niamh Fisher-Black (NZL)        | 64.          |
| 115          | Marlen Reusser (SUI) (landevej) | 30.          |
| 116          | Maria Vittoria Sperotto (ITA)   | 106.         |

| Lotto Soudal Ladies LSL | Lotto Soudal Ladies LSL        | Lotto Soudal Ladies LSL |
| ----------------------- | ------------------------------ | ----------------------- |
| Nr.                     | Rytter                         | Placering               |
| 121                     | Lotte Kopecky (BEL) (landevej) | 2.                      |
| 122                     | Danique Braam (NED)            | DNF                     |
| 123                     | Dani Christmas (GBR)           | 55.                     |
| 124                     | Arianna Fidanza (ITA)          | 59.                     |
| 125                     | Abby-Mae Parkinson (GBR)       | 48.                     |
| 126                     | Jesse Vandenbulcke (BEL)       | 36.                     |

| Parkhotel Valkenburg PHV | Parkhotel Valkenburg PHV | Parkhotel Valkenburg PHV |
| ------------------------ | ------------------------ | ------------------------ |
| Nr.                      | Rytter                   | Placering                |
| 131                      | Ann-Sophie Duyck (BEL)   | 81.                      |
| 132                      | Marit Raaijmakers (NED)  | 69.                      |
| 133                      | Anouska Koster (NED)     | 54.                      |
| 134                      | Karlijn Swinkels (NED)   | 17.                      |
| 135                      | Esther van Veen (NED)    | 86.                      |
| 136                      | Demi Vollering (NED)     | 7.                       |

| Valcar-Travel & Service VAL | Valcar-Travel & Service VAL | Valcar-Travel & Service VAL |
| --------------------------- | --------------------------- | --------------------------- |
| Nr.                         | Rytter                      | Placering                   |
| 141                         | Elisa Balsamo (ITA)         | DNF                         |
| 142                         | Marta Cavalli (ITA)         | 5.                          |
| 143                         | Vittoria Guazzini (ITA)     | 13.                         |
| 144                         | Silvia Persico (ITA)        | 45.                         |
| 145                         | Silvia Pollicini (ITA)      | 25.                         |
| 146                         | Ilaria Sanguineti (ITA)     | 15.                         |

| Astana Women's Team ASA | Astana Women's Team ASA         | Astana Women's Team ASA |
| ----------------------- | ------------------------------- | ----------------------- |
| Nr.                     | Rytter                          | Placering               |
| 152                     | Liliana Moreno (COL)            | DNF                     |
| 153                     | Francesca Pattaro (ITA)         | DNF                     |
| 154                     | Katia Ragusa (ITA)              | 41.                     |
| 155                     | Olha Sjekel (UKR)               | 73.                     |
| 156                     | Arlenis Sierra (CUB) (landevej) | 39.                     |

| Chevalmeire CCT | Chevalmeire CCT           | Chevalmeire CCT |
| --------------- | ------------------------- | --------------- |
| Nr.             | Rytter                    | Placering       |
| 161             | Thalita de Jong (NED)     | DNF             |
| 162             | Nathalie Bex (BEL)        | 79.             |
| 163             | Natalie van Gogh (NED)    | 66.             |
| 164             | Roxane Fournier (FRA)     | 100.            |
| 166             | Kelly Van den Steen (BEL) | 74.             |

| Ciclotel CTL | Ciclotel CTL                  | Ciclotel CTL |
| ------------ | ----------------------------- | ------------ |
| Nr.          | Rytter                        | Placering    |
| 171          | Kim de Baat (BEL)             | DNF          |
| 172          | Valerija Kononenko (UKR)      | 52.          |
| 173          | Olha Kulynych (UKR)           | 78.          |
| 174          | Alice Sharpe (IRL) (landevej) | 80.          |
| 175          | Sara Van de Vel (BEL)         | DNF          |
| 176          | Kirstie van Haaften (NED)     | DNF          |

| Doltcini-Van Eyck-Proximus DVE | Doltcini-Van Eyck-Proximus DVE         | Doltcini-Van Eyck-Proximus DVE |
| ------------------------------ | -------------------------------------- | ------------------------------ |
| Nr.                            | Rytter                                 | Placering                      |
| 181                            | Minke Bakker (NED)                     | 87.                            |
| 182                            | Victoire Berteau (FRA)                 | DNF                            |
| 183                            | Christina Schweinberger (AUT)          | 88.                            |
| 184                            | Kathrin Schweinberger (AUT) (landevej) | 92.                            |
| 185                            | Nicole Steigenga (NED)                 | 51.                            |
| 186                            | Marieke de Groot (NED)                 | 77.                            |

| Hitec Products-Birk Sport HPU | Hitec Products-Birk Sport HPU | Hitec Products-Birk Sport HPU |
| ----------------------------- | ----------------------------- | ----------------------------- |
| Nr.                           | Rytter                        | Placering                     |
| 191                           | Silje Mathisen (NOR)          | DNF                           |
| 192                           | Vita Heine (NOR)              | 49.                           |
| 193                           | Mieke Kröger (GER)            | 72.                           |
| 195                           | Greta Richioud (FRA)          | DNF                           |
| 196                           | Lucy Garner (GBR)             | DNF                           |

| Multum Accountants MUL | Multum Accountants MUL  | Multum Accountants MUL |
| ---------------------- | ----------------------- | ---------------------- |
| Nr.                    | Rytter                  | Placering              |
| 201                    | Anna Badegruber (AUT)   | DNF                    |
| 202                    | Lara Defour (BEL)       | DNF                    |
| 203                    | Fien Delbaere (BEL)     | DNF                    |
| 204                    | Hanna Johansson (SWE)   | 102.                   |
| 205                    | Céline van Houtum (NED) | 76.                    |
| 206                    | Kylie Waterreus (NED)   | 75.                    |

| NXTG Racing NXG | NXTG Racing NXG            | NXTG Racing NXG |
| --------------- | -------------------------- | --------------- |
| Nr.             | Rytter                     | Placering       |
| 211             | Rozemarijn Ammerlaan (NED) | DNF             |
| 212             | Julia Borgström (SWE)      | 40.             |
| 213             | Cathalijne Hoolwerf (NED)  | DNF             |
| 215             | Charlotte Kool (NED)       | 85.             |
| 216             | Emily Wadsworth (GBR)      | DNF             |

| Tibco-Silicon Valley Bank TIB | Tibco-Silicon Valley Bank TIB    | Tibco-Silicon Valley Bank TIB |
| ----------------------------- | -------------------------------- | ----------------------------- |
| Nr.                           | Rytter                           | Placering                     |
| 221                           | Leah Dixon (GBR)                 | 82.                           |
| 222                           | Nina Kessler (NED)               | DNF                           |
| 223                           | Sharlotte Lucas (NZL) (landevej) | 57.                           |
| 224                           | Shannon Malseed (AUS)            | DNF                           |
| 225                           | Emily Newsom (USA)               | 93.                           |
| 226                           | Lauren Stephens (USA)            | 6.                            |

| Rally Cycling RLW | Rally Cycling RLW      | Rally Cycling RLW |
| ----------------- | ---------------------- | ----------------- |
| Nr.               | Rytter                 | Placering         |
| 231               | Chloe Hosking (AUS)    | 50.               |
| 232               | Heidi Franz (USA)      | 89.               |
| 233               | Leigh Ann Ganzar (USA) | DNF               |
| 234               | Sara Poidevin (CAN)    | DNF               |
| 235               | Emma White (USA)       | DNF               |
| 236               | Lily Williams (USA)    | 38.               |

| Ceratizit-WNT Pro Cycling WNT | Ceratizit-WNT Pro Cycling WNT   | Ceratizit-WNT Pro Cycling WNT |
| ----------------------------- | ------------------------------- | ----------------------------- |
| Nr.                           | Rytter                          | Placering                     |
| 1                             | Kathrin Hammes (GER)            | 46.                           |
| 2                             | Lisa Brennauer (GER) (landevej) | 3.                            |
| 3                             | Maria Giulia Confalonieri (ITA) | 18.                           |
| 4                             | Julie Leth (DEN)                | 37.                           |
| 5                             | Sarah Rijkes (AUT)              | 91.                           |
| 6                             | Lara Vieceli (ITA)              | 90.                           |

| Canyon-SRAM Racing CSR | Canyon-SRAM Racing CSR        | Canyon-SRAM Racing CSR |
| ---------------------- | ----------------------------- | ---------------------- |
| Nr.                    | Rytter                        | Placering              |
| 21                     | Alena Amjaljusik (BLR)        | 33.                    |
| 22                     | Alice Barnes (GBR) (landevej) | 63.                    |
| 23                     | Hannah Barnes (GBR)           | 16.                    |
| 24                     | Tiffany Cromwell (AUS)        | 29.                    |
| 25                     | Lisa Klein (GER)              | DNF                    |
| 26                     | Alexis Ryan (USA)             | 53.                    |

| CCC-Liv CCC | CCC-Liv CCC                | CCC-Liv CCC |
| ----------- | -------------------------- | ----------- |
| Nr.         | Rytter                     | Placering   |
| 31          | Valerie Demey (BEL)        | 28.         |
| 32          | Jeanne Korevaar (NED)      | 20.         |
| 33          | Evy Kuijpers (NED)         | 61.         |
| 35          | Riejanne Markus (NED)      | 22.         |
| 36          | Pauliena Rooijakkers (NED) | 34.         |

| FDJ-Nouvelle Aquitaine-Futuroscope FDJ | FDJ-Nouvelle Aquitaine-Futuroscope FDJ | FDJ-Nouvelle Aquitaine-Futuroscope FDJ |
| -------------------------------------- | -------------------------------------- | -------------------------------------- |
| Nr.                                    | Rytter                                 | Placering                              |
| 41                                     | Stine Borgli (NOR)                     | 23.                                    |
| 42                                     | Clara Copponi (FRA)                    | 83.                                    |
| 43                                     | Eugénie Duval (FRA)                    | 60.                                    |
| 44                                     | Emilia Fahlin (SWE)                    | 43.                                    |
| 45                                     | Maëlle Grossetête (FRA)                | 58.                                    |
| 46                                     | Lauren Kitchen (AUS)                   | 94.                                    |

| Mitchelton-Scott MTS | Mitchelton-Scott MTS  | Mitchelton-Scott MTS |
| -------------------- | --------------------- | -------------------- |
| Nr.                  | Rytter                | Placering            |
| 51                   | Jessica Allen (AUS)   | 104.                 |
| 52                   | Grace Brown (AUS)     | 21.                  |
| 53                   | Gracie Elvin (AUS)    | 65.                  |
| 54                   | Jessica Roberts (GBR) | 105.                 |
| 55                   | Sarah Roy (AUS)       | 4.                   |
| 56                   | Janneke Ensing (NED)  | 101.                 |

| Movistar Team MOV | Movistar Team MOV            | Movistar Team MOV |
| ----------------- | ---------------------------- | ----------------- |
| Nr.               | Rytter                       | Placering         |
| 61                | Aude Biannic (FRA)           | 24.               |
| 62                | Jelena Erić (SRB)            | 19.               |
| 63                | Alicia González Blanco (ESP) | 96.               |
| 64                | Barbara Guarischi (ITA)      | 95.               |
| 65                | Gloria Rodríguez (ESP)       | 47.               |
| 66                | Alba Teruel Ribes (ESP)      | 97.               |

| Sunweb SUN | Sunweb SUN             | Sunweb SUN |
| ---------- | ---------------------- | ---------- |
| Nr.        | Rytter                 | Placering  |
| 71         | Coryn Rivera (USA)     | 67.        |
| 72         | Alison Jackson (CAN)   | 32.        |
| 73         | Floortje Mackaij (NED) | 31.        |
| 74         | Franziska Koch (GER)   | 71.        |
| 75         | Liane Lippert (GER)    | 62.        |
| 76         | Lorena Wiebes (NED)    | 11.        |

| Trek-Segafredo TFS | Trek-Segafredo TFS                   | Trek-Segafredo TFS |
| ------------------ | ------------------------------------ | ------------------ |
| Nr.                | Rytter                               | Placering          |
| 81                 | Lizzie Deignan (GBR)                 | 8.                 |
| 82                 | Audrey Cordon-Ragot (FRA) (landevej) | 98.                |
| 83                 | Elisa Longo Borghini (ITA)           | 10.                |
| 84                 | Ellen van Dijk (NED)                 | 26.                |
| 85                 | Ruth Winder (USA) (landevej)         | DNF                |
| 86                 | Trixi Worrack (GER)                  | 99.                |

| Boels Dolmans DLT | Boels Dolmans DLT                  | Boels Dolmans DLT |
| ----------------- | ---------------------------------- | ----------------- |
| Nr.               | Rytter                             | Placering         |
| 91                | Jolien D'Hoore (BEL)               | 1.                |
| 92                | Eva Buurman (NED)                  | 68.               |
| 93                | Amalie Dideriksen (DEN)            | 44.               |
| 94                | Christine Majerus (LUX) (landevej) | 12.               |
| 95                | Amy Pieters (NED)                  | 9.                |
| 96                | Lonneke Uneken (NED)               | 42.               |

| Cogeas-Mettler-Look Pro Cycling Team CGS | Cogeas-Mettler-Look Pro Cycling Team CGS | Cogeas-Mettler-Look Pro Cycling Team CGS |
| ---------------------------------------- | ---------------------------------------- | ---------------------------------------- |
| Nr.                                      | Rytter                                   | Placering                                |
| 101                                      | Marie-Soleil Blais (CAN)                 | 84.                                      |
| 102                                      | Annabel Fisher (GBR)                     | DNF                                      |
| 103                                      | Ajgul Garejeva (RUS)                     | 70.                                      |
| 104                                      | Diana Klimova (RUS) (landevej)           | 35.                                      |
| 105                                      | Iuliia Galimullina (RUS)                 | DNF                                      |
| 106                                      | Noemi Rüegg (SUI)                        | 103.                                     |

| Paule Ka EPK | Paule Ka EPK                    | Paule Ka EPK |
| ------------ | ------------------------------- | ------------ |
| Nr.          | Rytter                          | Placering    |
| 111          | Elise Chabbey (SUI)             | 27.          |
| 112          | Mikayla Harvey (NZL)            | 56.          |
| 113          | Emma Norsgaard (DEN) (landevej) | 14.          |
| 114          | Niamh Fisher-Black (NZL)        | 64.          |
| 115          | Marlen Reusser (SUI) (landevej) | 30.          |
| 116          | Maria Vittoria Sperotto (ITA)   | 106.         |

| Lotto Soudal Ladies LSL | Lotto Soudal Ladies LSL        | Lotto Soudal Ladies LSL |
| ----------------------- | ------------------------------ | ----------------------- |
| Nr.                     | Rytter                         | Placering               |
| 121                     | Lotte Kopecky (BEL) (landevej) | 2.                      |
| 122                     | Danique Braam (NED)            | DNF                     |
| 123                     | Dani Christmas (GBR)           | 55.                     |
| 124                     | Arianna Fidanza (ITA)          | 59.                     |
| 125                     | Abby-Mae Parkinson (GBR)       | 48.                     |
| 126                     | Jesse Vandenbulcke (BEL)       | 36.                     |

| Parkhotel Valkenburg PHV | Parkhotel Valkenburg PHV | Parkhotel Valkenburg PHV |
| ------------------------ | ------------------------ | ------------------------ |
| Nr.                      | Rytter                   | Placering                |
| 131                      | Ann-Sophie Duyck (BEL)   | 81.                      |
| 132                      | Marit Raaijmakers (NED)  | 69.                      |
| 133                      | Anouska Koster (NED)     | 54.                      |
| 134                      | Karlijn Swinkels (NED)   | 17.                      |
| 135                      | Esther van Veen (NED)    | 86.                      |
| 136                      | Demi Vollering (NED)     | 7.                       |

| Valcar-Travel & Service VAL | Valcar-Travel & Service VAL | Valcar-Travel & Service VAL |
| --------------------------- | --------------------------- | --------------------------- |
| Nr.                         | Rytter                      | Placering                   |
| 141                         | Elisa Balsamo (ITA)         | DNF                         |
| 142                         | Marta Cavalli (ITA)         | 5.                          |
| 143                         | Vittoria Guazzini (ITA)     | 13.                         |
| 144                         | Silvia Persico (ITA)        | 45.                         |
| 145                         | Silvia Pollicini (ITA)      | 25.                         |
| 146                         | Ilaria Sanguineti (ITA)     | 15.                         |

| Astana Women's Team ASA | Astana Women's Team ASA         | Astana Women's Team ASA |
| ----------------------- | ------------------------------- | ----------------------- |
| Nr.                     | Rytter                          | Placering               |
| 152                     | Liliana Moreno (COL)            | DNF                     |
| 153                     | Francesca Pattaro (ITA)         | DNF                     |
| 154                     | Katia Ragusa (ITA)              | 41.                     |
| 155                     | Olha Sjekel (UKR)               | 73.                     |
| 156                     | Arlenis Sierra (CUB) (landevej) | 39.                     |

| Chevalmeire CCT | Chevalmeire CCT           | Chevalmeire CCT |
| --------------- | ------------------------- | --------------- |
| Nr.             | Rytter                    | Placering       |
| 161             | Thalita de Jong (NED)     | DNF             |
| 162             | Nathalie Bex (BEL)        | 79.             |
| 163             | Natalie van Gogh (NED)    | 66.             |
| 164             | Roxane Fournier (FRA)     | 100.            |
| 166             | Kelly Van den Steen (BEL) | 74.             |

| Ciclotel CTL | Ciclotel CTL                  | Ciclotel CTL |
| ------------ | ----------------------------- | ------------ |
| Nr.          | Rytter                        | Placering    |
| 171          | Kim de Baat (BEL)             | DNF          |
| 172          | Valerija Kononenko (UKR)      | 52.          |
| 173          | Olha Kulynych (UKR)           | 78.          |
| 174          | Alice Sharpe (IRL) (landevej) | 80.          |
| 175          | Sara Van de Vel (BEL)         | DNF          |
| 176          | Kirstie van Haaften (NED)     | DNF          |

| Doltcini-Van Eyck-Proximus DVE | Doltcini-Van Eyck-Proximus DVE         | Doltcini-Van Eyck-Proximus DVE |
| ------------------------------ | -------------------------------------- | ------------------------------ |
| Nr.                            | Rytter                                 | Placering                      |
| 181                            | Minke Bakker (NED)                     | 87.                            |
| 182                            | Victoire Berteau (FRA)                 | DNF                            |
| 183                            | Christina Schweinberger (AUT)          | 88.                            |
| 184                            | Kathrin Schweinberger (AUT) (landevej) | 92.                            |
| 185                            | Nicole Steigenga (NED)                 | 51.                            |
| 186                            | Marieke de Groot (NED)                 | 77.                            |

| Hitec Products-Birk Sport HPU | Hitec Products-Birk Sport HPU | Hitec Products-Birk Sport HPU |
| ----------------------------- | ----------------------------- | ----------------------------- |
| Nr.                           | Rytter                        | Placering                     |
| 191                           | Silje Mathisen (NOR)          | DNF                           |
| 192                           | Vita Heine (NOR)              | 49.                           |
| 193                           | Mieke Kröger (GER)            | 72.                           |
| 195                           | Greta Richioud (FRA)          | DNF                           |
| 196                           | Lucy Garner (GBR)             | DNF                           |

| Multum Accountants MUL | Multum Accountants MUL  | Multum Accountants MUL |
| ---------------------- | ----------------------- | ---------------------- |
| Nr.                    | Rytter                  | Placering              |
| 201                    | Anna Badegruber (AUT)   | DNF                    |
| 202                    | Lara Defour (BEL)       | DNF                    |
| 203                    | Fien Delbaere (BEL)     | DNF                    |
| 204                    | Hanna Johansson (SWE)   | 102.                   |
| 205                    | Céline van Houtum (NED) | 76.                    |
| 206                    | Kylie Waterreus (NED)   | 75.                    |

| NXTG Racing NXG | NXTG Racing NXG            | NXTG Racing NXG |
| --------------- | -------------------------- | --------------- |
| Nr.             | Rytter                     | Placering       |
| 211             | Rozemarijn Ammerlaan (NED) | DNF             |
| 212             | Julia Borgström (SWE)      | 40.             |
| 213             | Cathalijne Hoolwerf (NED)  | DNF             |
| 215             | Charlotte Kool (NED)       | 85.             |
| 216             | Emily Wadsworth (GBR)      | DNF             |

| Tibco-Silicon Valley Bank TIB | Tibco-Silicon Valley Bank TIB    | Tibco-Silicon Valley Bank TIB |
| ----------------------------- | -------------------------------- | ----------------------------- |
| Nr.                           | Rytter                           | Placering                     |
| 221                           | Leah Dixon (GBR)                 | 82.                           |
| 222                           | Nina Kessler (NED)               | DNF                           |
| 223                           | Sharlotte Lucas (NZL) (landevej) | 57.                           |
| 224                           | Shannon Malseed (AUS)            | DNF                           |
| 225                           | Emily Newsom (USA)               | 93.                           |
| 226                           | Lauren Stephens (USA)            | 6.                            |

| Rally Cycling RLW | Rally Cycling RLW      | Rally Cycling RLW |
| ----------------- | ---------------------- | ----------------- |
| Nr.               | Rytter                 | Placering         |
| 231               | Chloe Hosking (AUS)    | 50.               |
| 232               | Heidi Franz (USA)      | 89.               |
| 233               | Leigh Ann Ganzar (USA) | DNF               |
| 234               | Sara Poidevin (CAN)    | DNF               |
| 235               | Emma White (USA)       | DNF               |
| 236               | Lily Williams (USA)    | 38.               |